# Sonorejo (Jakenan)
Sonorejo is een bestuurslaag in het regentschap Pati van de provincie Midden-Java, Indonesië. Sonorejo telt 1439 inwoners (volkstelling 2010).